# كتش

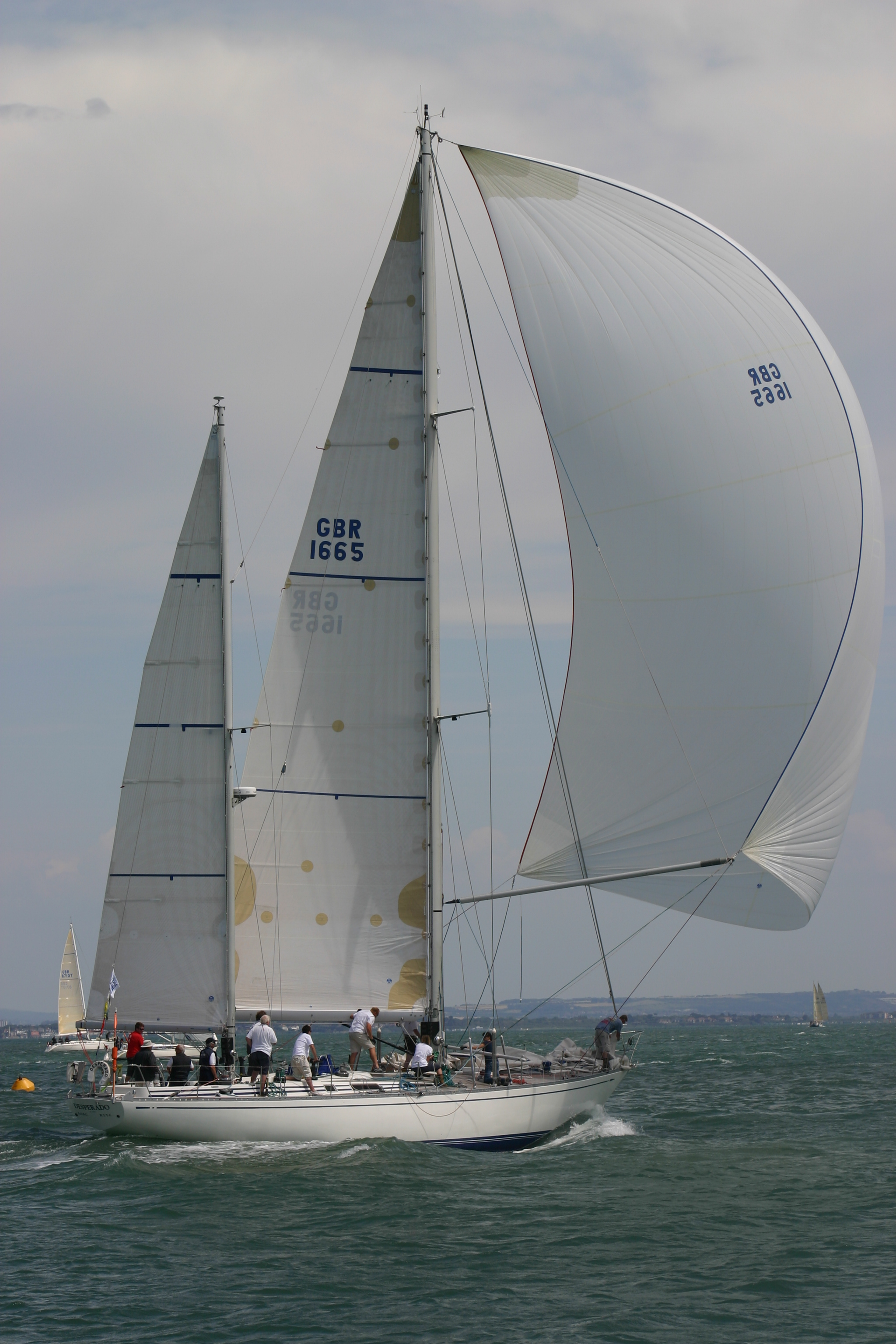

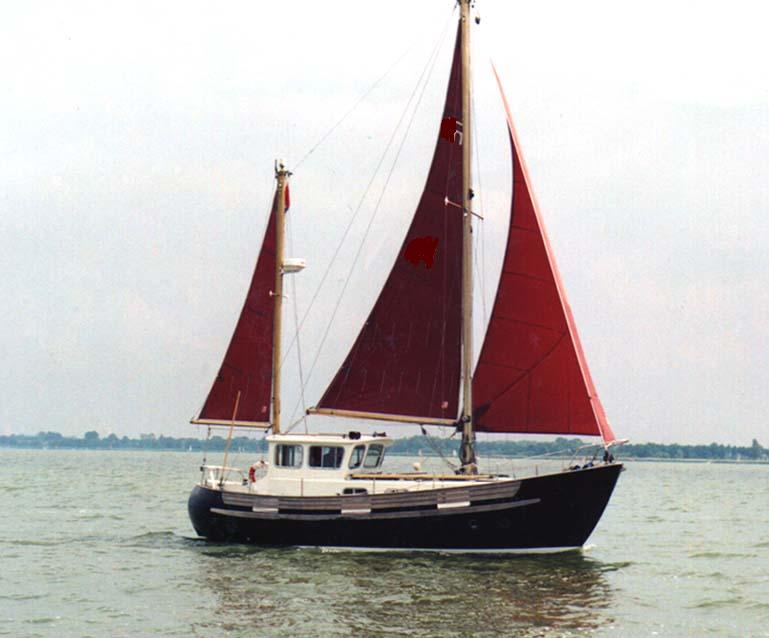

الكَتْش هو قارب شراعي ذو صارييَن يكون صاريه الرئيس أطول من الصاري المِزِّيني ويكون صاريه المِزِّيني متجهًا للأمام نحو الدفة. إن الصاري المِزِّيني الذي يصعد إلى الأمام من عمود الدفة هو ما يميز المركب عن اليول، الذي يصعد صاريه المِزِّيني إلى الخلف من عمود الدفة.